# Conrad Wallem
Conrad Wallem (Tønsberg, 9 giugno 2000) è un calciatore norvegese, centrocampista dello Slavia Praga.

## Carriera

### Club
Wallem ha giocato nelle giovanili dell'Husøy & Foynland, del Nøtterøy e del Tønsberg. Il 30 maggio 2016 ha esordito nella prima squadra di quest'ultimo club, in 2. divisjon, subentrando a Mathias Tveten Eriksen nella sconfitta per 2-1 subita sul campo del Pors Grenland. Alla fine di quella stessa stagione, la squadra è retrocessa in 3. divisjon. Il 13 maggio 2017 ha trovato la prima rete in campionato, nel pareggio casalingo per 1-1 contro il Madla.
Ad agosto 2018, Wallem è stato tesserato dall'Arendal. È tornato a calcare i campi della 2. divisjon in data 18 agosto, sostituendo Avni Pepa nella vittoria per 2-0 sul Vard Haugesund. Il 23 settembre successivo ha siglato la prima rete con la nuova squadra, contribuendo al successo per 2-3 in casa del Brattvåg.
Il 24 novembre 2020 è stato ufficializzato il suo trasferimento all'Odd, con l'accordo che sarebbe stato ratificato a partire dal 1º gennaio 2021, alla riapertura del calciomercato locale. Ha debuttato in Eliteserien in data 21 luglio 2021, subentrando a Kristoffer Larsen nella sconfitta per 3-0 subita sul campo dello Strømsgodset. Il 3 ottobre seguente ha realizzato il primo gol nella massima divisione norvegese, nella partita persa per 1-3 in casa contro il Molde.
L'11 gennaio 2022 ha prolungato il contratto che lo legava all'Odd, fino al 31 dicembre 2024.
Il 5 luglio 2023 è stato reso noto il suo passaggio ai cechi dello Slavia Praga, firmando un accordo quadriennale. Il 10 agosto successivo ha giocato la prima partita nelle competizioni UEFA per club, sostituendo Václav Jurečka e segnando anche una rete nel 3-0 inflitto al Dnipro-1, sfida valida per i turni preliminari dell'Europa League. Il 13 agosto è arrivato invece il debutto in 1. liga, schierato titolare nel successo per 0-1 in casa del Mladá Boleslav. Il 3 settembre ha realizzato il primo gol nella massima divisione ceca, nel 5-1 sul Karviná.

### Nazionale
Wallem ha giocato 2 partite per la Norvegia under 19, senza realizzare alcuna rete.

## Statistiche

### Presenze e reti nei club
Statistiche aggiornate al 29 ottobre 2023.
| Stagione        | Club            | Campionato      | Campionato | Campionato | Coppe nazionali | Coppe nazionali | Coppe nazionali | Coppe continentali | Coppe continentali | Coppe continentali | Supercoppe | Supercoppe | Supercoppe | Totale | Totale |
| Stagione        | Club            | Comp            | Pres       | Reti       | Comp            | Pres            | Reti            | Comp               | Pres               | Reti               | Comp       | Pres       | Reti       | Pres   | Reti   |
| --------------- | --------------- | --------------- | ---------- | ---------- | --------------- | --------------- | --------------- | ------------------ | ------------------ | ------------------ | ---------- | ---------- | ---------- | ------ | ------ |
| 2016            | Tønsberg        | 2D              | 1          | 0          | CN              | 0               | 0               | -                  | -                  | -                  | -          | -          | -          | 1      | 0      |
| 2017            | Tønsberg        | 3D              | 23         | 6          | CN              | 1               | 1               | -                  | -                  | -                  | -          | -          | -          | 24     | 7      |
| gen.-ago. 2018  | Tønsberg        | 3D              | 14         | 4          | CN              | 1               | 0               | -                  | -                  | -                  | -          | -          | -          | 15     | 4      |
| Totale Tønsberg | Totale Tønsberg | Totale Tønsberg | 38         | 10         |                 | 2               | 1               |                    | -                  | -                  |            | -          | -          | 40     | 11     |
| ago.-dic. 2018  | Arendal         | 2D              | 11         | 1          | CN              | -               | -               | -                  | -                  | -                  | -          | -          | -          | 11     | 1      |
| 2019            | Arendal         | 2D              | 24         | 3          | CN              | 2               | 0               | -                  | -                  | -                  | -          | -          | -          | 26     | 3      |
| 2020            | Arendal         | 2D              | 18         | 6          | -               | -               | -               | -                  | -                  | -                  | -          | -          | -          | 18     | 6      |
| Totale Arendal  | Totale Arendal  | Totale Arendal  | 53         | 10         |                 | 2               | 0               |                    | -                  | -                  |            | -          | -          | 55     | 10     |
| 2021            | Odd             | ES              | 30         | 3          | CN              | 4               | 0               | -                  | -                  | -                  | -          | -          | -          | 34     | 3      |
| 2022            | Odd             | ES              | 29         | 4          | CN              | 4               | 1               | -                  | -                  | -                  | -          | -          | -          | 33     | 5      |
| gen.-lug. 2023  | Odd             | ES              | 12         | 1          | CN              | 3               | 2               | -                  | -                  | -                  | -          | -          | -          | 15     | 3      |
| Totale Odd      | Totale Odd      | Totale Odd      | 71         | 8          |                 | 11              | 3               |                    | -                  | -                  |            | -          | -          | 82     | 11     |
| 2023-2024       | Slavia Praga    | 1L              | 8          | 1          | CRC             | 1               | 0               | UEL                | 5                  | 1                  | -          | -          | -          | 14     | 2      |
| Totale          | Totale          | Totale          | 170        | 29         |                 | 16              | 4               |                    | 5                  | 1                  |            | -          | -          | 191    | 34     |